# Khanat der Krim

Flagge des Khanats der Krim

Wappen des Khanats der Krim

Das Khanat der Krim (krimtatarisch Qırım Hanlığı) war ein Khanat der Krimtataren mit dem Zentrum auf der Halbinsel Krim. Es entstand 1441 während des machtpolitischen Zerfalls der turko-mongolischen Goldenen Horde im 15. Jahrhundert und bestand bis zur Eroberung durch das Russische Kaiserreich 1783 beziehungsweise zur formellen Aufgabe der Gebiete durch das Osmanische Reich 1792. Damit war es das einzige Nachfolgereich der Goldenen Horde, das über einen längeren Zeitraum existierte.
Das Khanat wurde unter der Führung der Giray, eines Adelsgeschlechts der Dschingisiden, gegründet. Es umfasste die Halbinsel Krim, die südlichen Steppengebiete der heutigen Ukraine sowie ab 1556 die Gebiete der Nogaier-Horde zwischen Asow und Kuban. Zeitweilig kam das heute mehrheitlich zu Russland gehörende Einzugsgebiet des unteren Don hinzu. Hauptstadt des Reiches wurde das 1454 gegründete Bachtschyssaraj. Bis ins 18. Jahrhundert unternahmen die Krimtataren immer wieder Feldzüge in die damals zu Polen-Litauen gehörende Ukraine, die Moldau und Russland, bei denen sie vor allem Sklaven erbeuteten, das wichtigste „Exportgut“ der krimtatarischen Wirtschaft. Sie betrieben regen Handel mit dem Osmanischen Reich, dessen Schutzherrschaft sie genossen, und wurden zum Hauptverbreiter und -vertreter des Islams in der Ukraine.

## Vorgeschichte

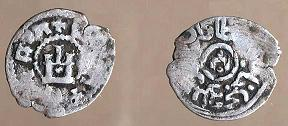
In Kaffa gefundene Silbermünze mit Dawlat Berdis Name

Ab 1280 hatten sich unter dem mongolischen Prinzen Nogai, einem Urenkel Dschötschis und Großneffe Batus, die Krim und die Südukraine erstmals vom Mongolischen Reich verselbständigt, jedoch ohne dass ein eigenes Khanat entstand. Die Autonomie endete bereits 1298 wieder mit der Niederlage Nogais gegen den amtierenden Khan der Goldenen Horde, Tohtu; Nogai wurde 1299 auf der Flucht getötet. Begünstigt durch innere Unruhen, gelang es Genua ab 1266, Handelsstützpunkte an der Südküste der Halbinsel zu gründen. Auch der von 1361 bis 1380 regierende Emir Mamai nutzte die Krim als ökonomische Basis für seine Machtkämpfe innerhalb der Goldenen Horde.
Die Goldene Horde wurde 120 Jahre später wieder von inneren Unruhen erschüttert. Amtierender Khan der Goldenen Horde war Dawlat Berdi, auch Devlet Berdi, ein direkter Nachfahre Berke Khans, einem Enkel des Dschingis Khan. Er regierte zunächst nur kurz, von 1419 bis 1421. Nach einer Niederlage gegen einen Rivalen zog er sich auf die Krim zurück, wo er versuchte sich zu etablieren. Gleichzeitig führte er den Bürgerkrieg gegen Ulug Mehmed, der inzwischen die Macht innehatte, weiter. Nachdem Vytautas, der litauische Verbündete des Ulug, verstorben war, errang Berdi wieder die Macht und regierte die Goldene Horde wieder bis 1432.

## Staatsgründung und Verhältnis zum Osmanischen Reich

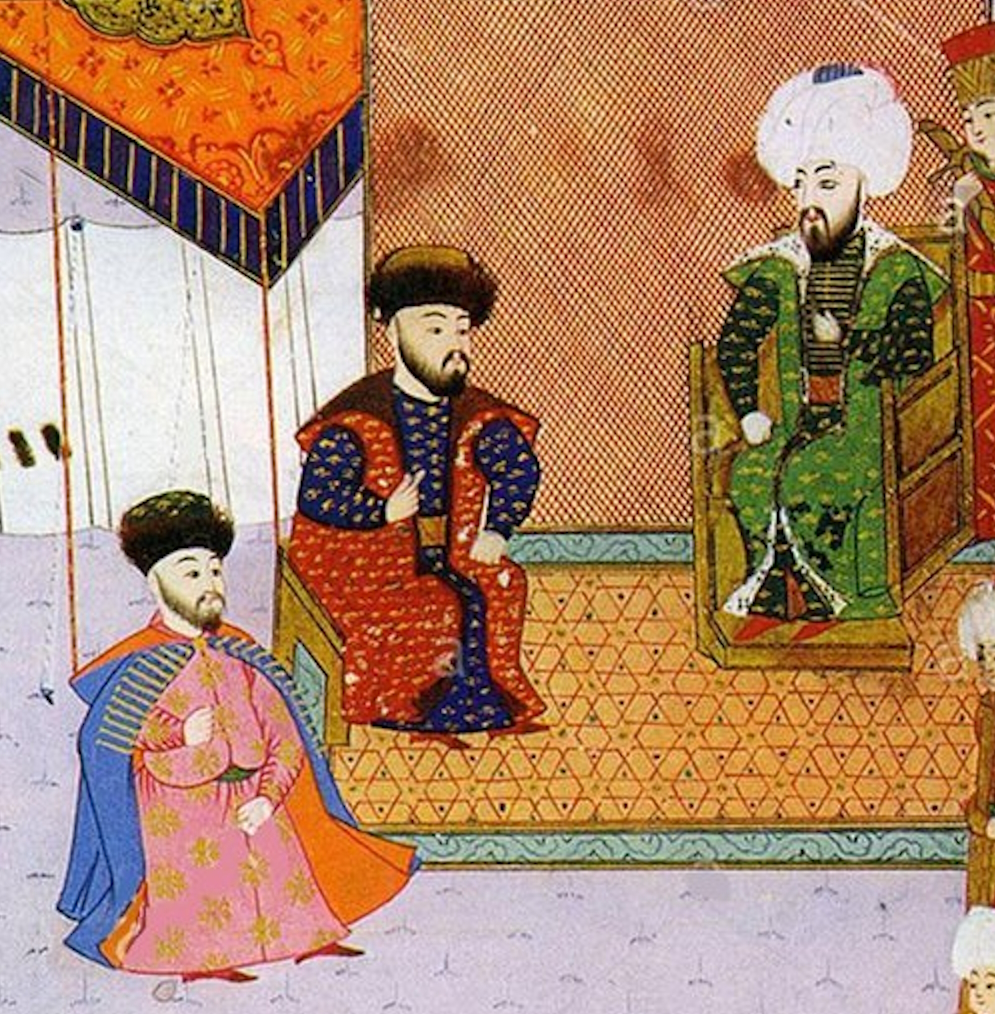
Khan Meñli I. Giray mit seinem Sohn Mehmed I. Giray zum Staatsbesuch beim osmanischen Sultan Bayezid II.

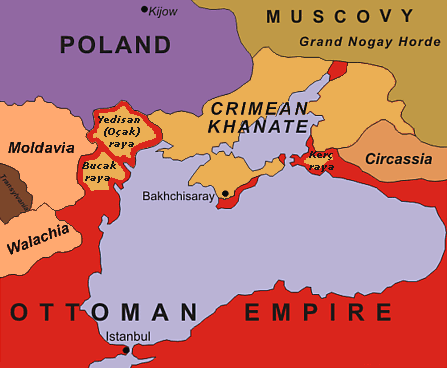
Krim-Khanat um 1600, Asow und die Städte an der Südküste der Krim gehörten seit 1475 unmittelbar zum Osmanischen Reich

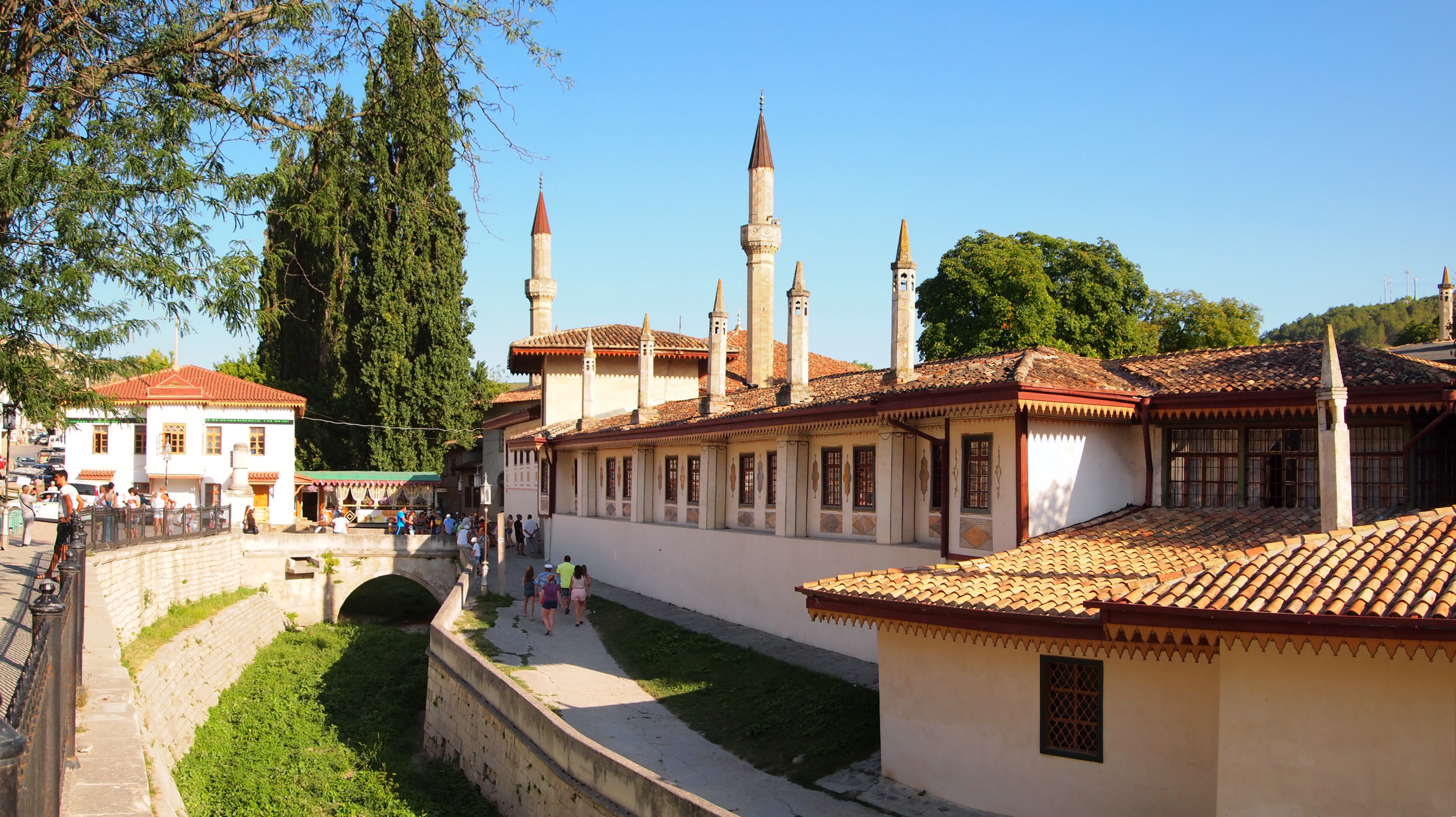
Khanpalast von Bachtschyssaraj

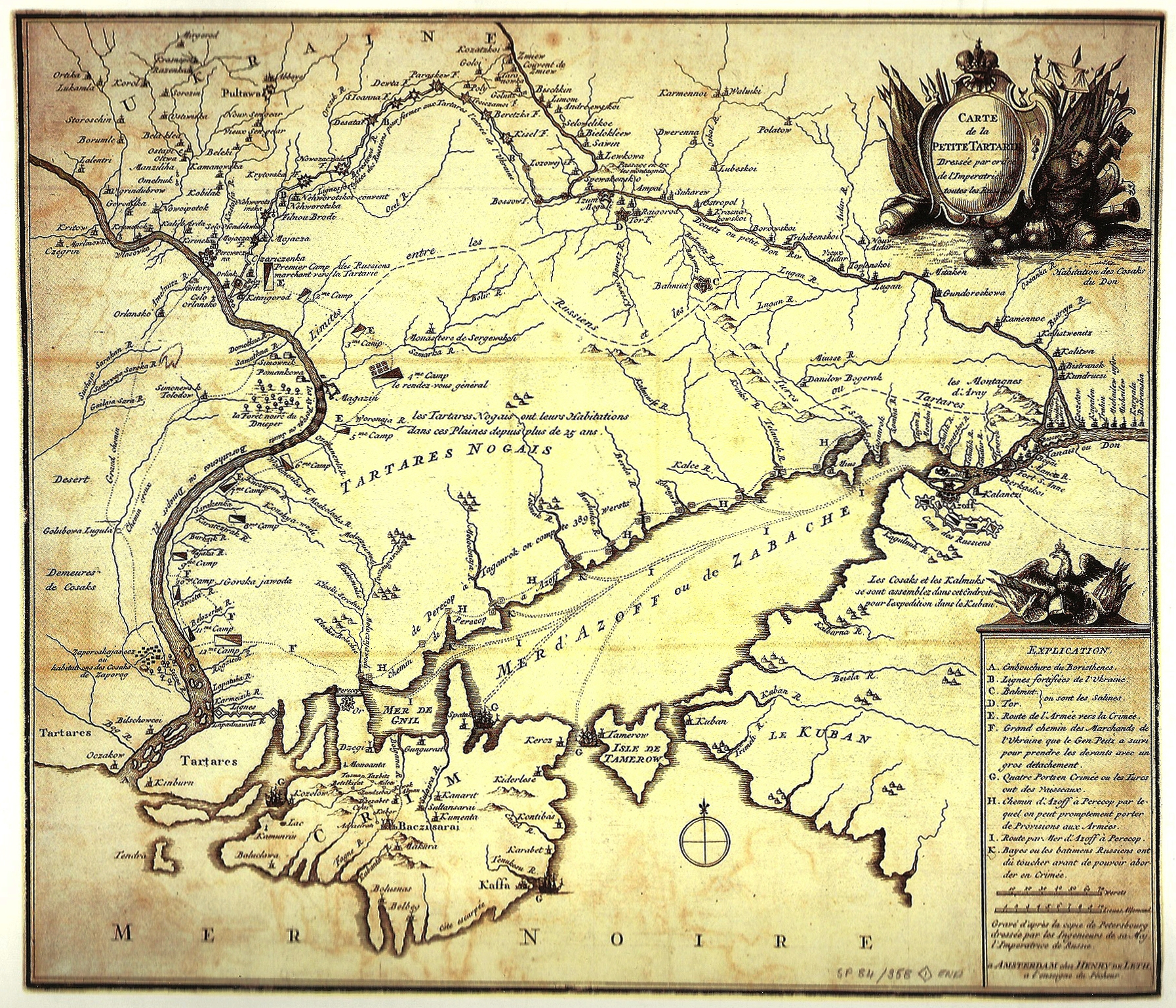
Russische Operationen des Jahres 1736

Der eigentliche Gründer des Khanats war Hacı Girai, der Berdis Sohn besiegte. Seine Verwandtschaftsbeziehungen und Clanzugehörigkeiten sind ungeklärt, jedoch dürfte eine Blutsverwandtschaft zu Toktamisch, einem direkten Nachfahren des Dschingis Khan, bestanden haben. Hacı formierte auf der Krim Mitte des 15. Jahrhunderts mit einigen Siegen und Bündnissen ein eigenständiges Khanat.
Die Streitigkeiten unter den zehn Söhnen Haji Girais bedingten eine Schwächung der Macht des Khans Meñli I. Giray (reg. 1466, 1469–1475 und 1478–1515). Ein Angriff Akhmat Khans (Khan der Großen Horde 1465–1481) zwang Meñli 1475 bis 1478 zur Flucht in das Osmanische Reich. Nachdem er die osmanische Oberhoheit unter Beibehaltung hoher Autonomie anerkannt hatte, entwickelte sich durch die Rückendeckung der „Hohen Pforte“ ab 1478 aus dem Krimkhanat ein stabiler Staat, der sich gegenüber seinen Nachbarn lange behaupten konnte und eine vom Osmanischen Reich weitgehend autarke Außenpolitik betrieb. Die osmanischen Sultane behandelten die Khane stets mehr als Verbündete denn als Untergebene. Mehrere Historiker bezeichnen die Girays als zweitwichtigste Familie des Osmanischen Reichs nach dem Haus Osman: „Wenn die Osmanen je aussterben sollten, war es selbstverständlich, dass die Girays, Nachfahren des Dschingis Khan, ihnen nachfolgen würden.“ Der Khan der Krim unterstand nur dem jeweiligen Sultan und stand über dem Großwesir.
Die Khane prägten auch weiterhin Münzen ausschließlich mit ihren Antlitzen und Namen. Sie erhoben selbständig Steuern, erließen autonome Gesetze und besaßen eigene Tughras. Sie zahlten keinen Tribut an die Osmanen – vielmehr zahlten die Osmanen sogar für die Dienste krimtatarischer Soldaten.

## Sieg über die Große Horde und Aufstieg zur regionalen Großmacht
Im Juni 1502 besiegten die Krimtataren den seit 1481 regierenden Shaykh Ahmad, den letzten Khan der Großen Horde, was mittelfristig die russische Eroberung anderer Nachfolgestaaten der Goldenen Horde, insbesondere der Khanate von Kasan 1552 und Astrachan 1556, förderte. Unter den Khanen Mehmed I. Giray, Sahib I. Giray und vor allem Devlet I. Giray stieg das Krimkhanat im 16. Jahrhundert zur regionalen Großmacht auf. Nach dem Sieg über die Große Horde betrachteten sich die Krimkhans als die einzig legitimen Erben der Goldenen Horde und pochten gegenüber ihren slawischen Nachbarstaaten im Norden auf alte Tributrechte. Als Druckmittel dienten regelmäßige Feldzüge und Überfälle mit äußerst mobilen Reiterverbänden, die aufgrund der fehlenden natürlichen Barrieren in der Steppe (sog. Wildes Feld) und der breiten möglichen Angriffsfront für die Gegner stets unberechenbar blieben und schwer abzuwehren waren. Polnisch-litauische und russische Herrscher leisteten unregelmäßige Zahlungen, die als „Geschenke“ deklariert waren, an die Krimkhane, um sich Frieden zu erkaufen oder die krimtatarischen Angriffe auf den jeweils anderen Staat zu lenken. Von dieser außenpolitischen und naturräumlichen Konstellation konnten die Krimtataren lange profitieren. Die Wirtschaft des Krimkhanats war entsprechend stark auf den Sklavenhandel ausgerichtet, da eines der primären Ziele bei den ständigen Überfällen die Erbeutung von Sklaven war, die dann im ganzen Mittelmeerraum und im Nahen Osten verkauft wurden.

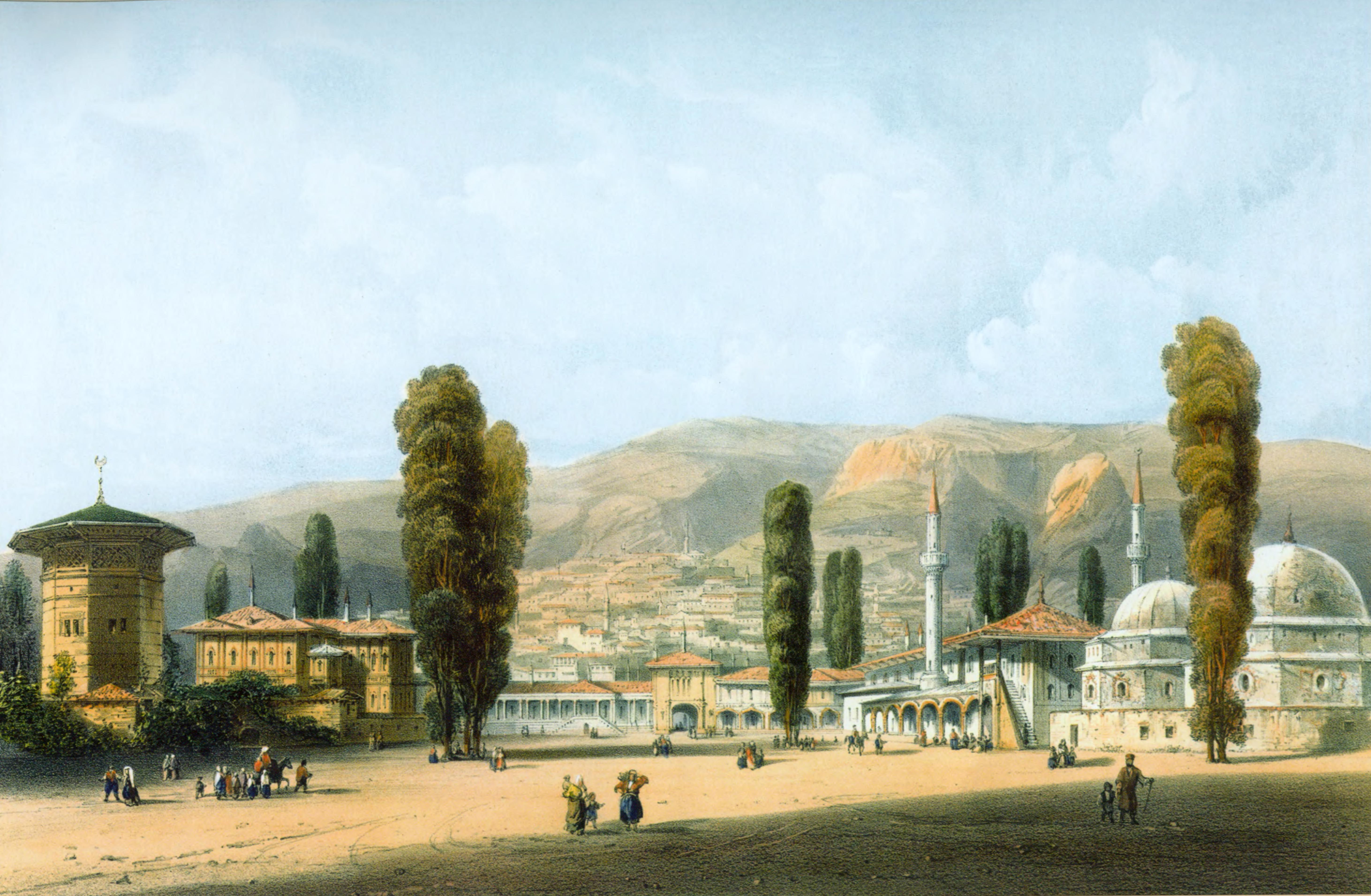
Unter der Regentschaft von Khan Qirim Girai wurden zahlreiche Prachtbauten in Bachtschyssaraj errichtet

Legitimation für die Girays war die Berufung auf die Abstammung von Dschingis Khan. Sie stellten bis 1758 jeweils den Khan und vertraten das Khanat insbesondere gegenüber den Osmanen; sie regierten jedoch gemeinsam mit den Qaraçı und Bey aus den mächtigsten Clans des Reiches: Şirin (persischen Ursprungs), Barın (türkisch), Arğın (mongolisch), Qıpçaq (kiptschakisch), und später Mansuroğlu (türkisch) und Sicavut (persisch); da sie nicht alle mongolischer Abstammung waren, kann vom Krimkhanat nur mehr formell von einem mongolischen Khanat gesprochen werden.
Das Khanat der Krim ging Allianzen mit den anderen bedeutenden Nachfolgestaaten der Goldenen Horde ein, den Khanaten Sibir, Usbek, Kasach, Kasan und Astrachan; zeitweise nahmen die Giray auch Einfluss auf die Innenpolitik der letzteren beiden. Nach dem Zusammenbruch des Khanats Astrachan 1556 waren auch die Nogaier (vorwiegend Mangit, also Mongolen), die zuvor mit dem Khanat Astrachan verbündet waren, ein wesentlicher Machtfaktor innerhalb des Khanats der Krim; 1758 übernahmen sie sogar die Macht im Krimkhanat und behielten sie bis zum Zusammenbruch 1792.

## Kriegszüge gegen Polen-Litauen und Russland
Seit dem 16. Jahrhundert war jeder männliche Tatare verpflichtet, „sich aufs Pferd zu setzen“, also am Kriegszug teilzunehmen, wann immer der Khan der Krim dazu aufrief. Immer wieder unternahmen die Krimtataren in der Folge Kriegszüge nach Mitteleuropa und Russland. Größere Expeditionen nach Mitteleuropa fanden z. B. 1516, 1521, 1537, 1559, 1571, 1572, 1575, 1576, 1579, 1589, 1591, 1593, 1616, 1640, 1666, 1667, 1681 und 1688 statt. Sie führten unter anderem nach Galizien, Lublin, Podolien und Wolhynien.
In der ersten Hälfte des 16. Jahrhunderts zählten die russischen Chroniken 43 Angriffe durch die Tataren, wobei hier vermutlich auch Angriffe von anderen Nachfolgestaaten der Goldenen Horde (Khanat Kasan, Khanat Astrachan) mitgezählt wurden. Wie schon während der Moskau-Kasan-Kriege mussten die russischen Großfürsten bei Eroberungszügen der Krimtataren immer wieder aus ihrer Hauptstadt fliehen. Ein Kriegszug gegen das Russische Reich im Juli 1521 endete 15 Kilometer vor den Mauern Moskaus, im Gegenzug stießen russische Kosaken nach der Eroberung von Kasan (1552) und Astrachan (1556) auch bis auf die Krim vor (1559). Ein tatarisch-osmanischer Versuch, Astrachan im ersten Russisch-Türkischen Krieg 1569 zurückzuerobern, scheiterte zwar, im Russisch-Krimtatarischen Krieg von 1570 bis 1574 fielen die Krimtataren aber neuerlich in Russland ein: Nach Angriffen im Gebiet von Rjasan durchbrach ihr Heer die russischen Stellungen an der Oka. Vom 24. bis zum 26. Mai 1571 brannten sie Moskau fast vollständig nieder. Im Juli 1571 überquerten krimtatarische Truppen bei Kaschira neuerlich die Oka und zogen, diesmal mit Unterstützung von osmanischen Janitscharen, gegen Moskau. Bei Molodi, 40 Kilometer südlich von Moskau, trafen sie auf ein russisches Heer. Die daraus resultierende Schlacht bei Molodi am 2. August 1572 endete mit einer entscheidenden Niederlage für die Krimtataren; dies wird als der Beginn ihres Niederganges angesehen.

## Russische Invasion und innere Zerstörung
Nach dem Untergang der Goldenen Horde trachtete Russland einerseits danach, die Bedrohung durch die „Tartaren“ endgültig zu beenden, und andererseits nach einem Zugang zum Schwarzen Meer (aus russischer Sicht ein „warmes Meer“). 1559 erfolgte der erste russische Angriff unter Daniil Adaschew auf das Krim-Khanat. Zu den russischen Angriffen kam 1624 ein erfolgloser Aufstand des Khan gegen den osmanischen Sultan; 1628 unterwarf er sich wieder.
Dennoch blieb das Khanat auch im Verlauf des 17. Jahrhunderts ein Machtfaktor in der Region. 1648 schlossen die Krimtataren zunächst eine Allianz mit den Saporoger Kosaken des Bohdan Chmelnyzkyj und verhalfen so dem Hetmanat der Ukraine zur Loslösung von Polen-Litauen (→ Chmelnyzkyj-Aufstand). Während des Zweiten Nordischen Krieges 1655–1660 verbündeten sie sich hingegen mit den Polen und bewahrten den vorherigen Feind vor der Aufteilung durch die Russen, Schweden, Siebenbürger und Brandenburger.

## Niedergang

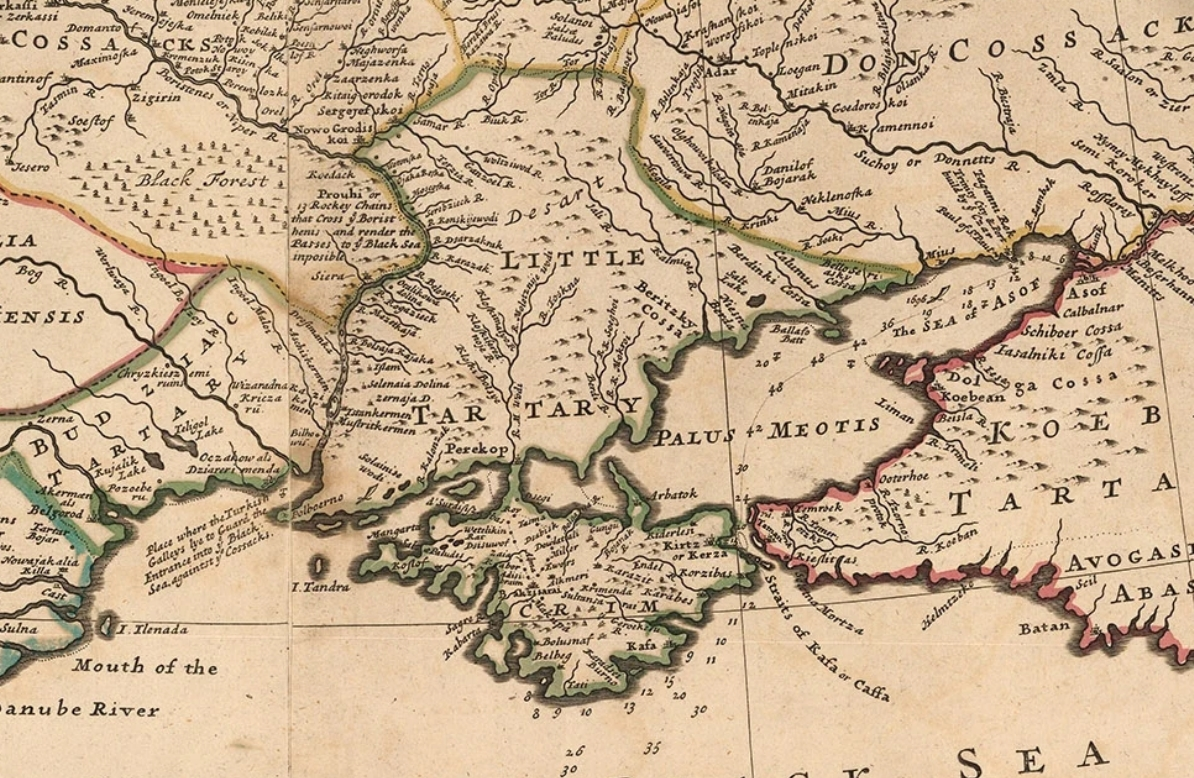
Little Tartary (Khanat der Krim) Grenzen im Jahre 1715 (Herman Moll)

1696 eroberten die Russen kurzzeitig die wichtige Hafenstadt Asow am gleichnamigen Meer, mussten sie allerdings 1711 an die Osmanen zurückgeben. Erst im Zuge des Russisch-Österreichischen Türkenkrieges 1736–1739 unternahmen die Russen unter Feldmarschall Burkhard Christoph von Münnich eine Strafexpedition auf die Krim, bei der die meisten Städte der Krimtataren, inklusive der Hauptstadt Bachtschyssaraj, niedergebrannt wurden. Eine Epidemie in den Reihen der russischen Armee zwang diese jedoch zum Rückzug. Allerdings konnten die Russen nach dem siegreichen Krieg Asow und das Gebiet der Saporoger Kosaken um Saporischschja behalten und besaßen wieder einen Zugang zum Schwarzen Meer.
Nach dem Russisch-Türkischen Krieg 1768–1774 mussten die Osmanen im Frieden von Küçük Kaynarca 1774 die Unabhängigkeit der Krim anerkennen.

## Untergang
Der Tatarenführer Devlet Giray nutzte die Turbulenzen, die der Niederlage der Osmanen folgten, und schwang sich zum Khan auf. Von russischer Seite vorübergehend anerkannt, begann er heimlich mit dem Osmanischen Reich über eine Unterstellung der Krim unter dessen Oberhoheit zu verhandeln. Zarin Katharina die Große intervenierte militärisch, vertrieb Devlet und installierte Şahin Giray als neuen Herrscher.
Die von Şahin betriebene Modernisierung des Khanats sowie der Zuzug russischer Siedler lösten ab 1777 wiederholt Aufstände aus, die im Sommer 1782 zur Absetzung und Flucht des Khans führten. Daraufhin eroberte Fürst Potemkin im Oktober 1782 die Krim und riet der Zarin, das Khanat zu annektieren. Dies geschah per Proklamation vom 8. Apriljul. / 19. April 1783greg.. Per Erlass vom 8. Februarjul. / 19. Februar 1784greg. wurde das ehemalige Khanat als Oblast (Gebiet) Taurien in das russische Kaiserreich integriert.
Das Osmanische Reich akzeptierte erst 1792 im Frieden von Jassy, der den Russisch-Österreichischen Türkenkrieg beendete, die Eingliederung der Krim in das Russische Reich. Viele Krimtataren flohen anschließend in das Gebiet der heutigen Türkei oder die Regionen Südosteuropas, die damals noch unter osmanischer Kontrolle standen. Im Budschak installierte die Hohe Pforte einen Vasallenstaat, als dessen Khane sie nacheinander die Tatarenführer Şahbaz Giray (1787–1789) und Baht Giray (1789–179?) einsetzte.